# 自動體外去顫器

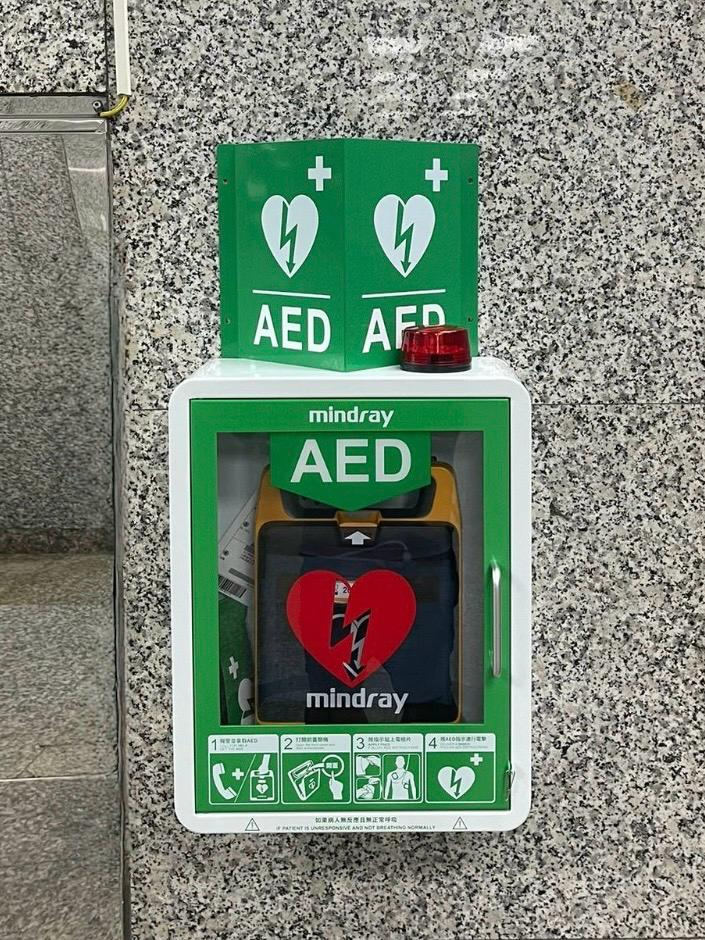
自動心臟除顫器

自動體外去顫器（automated external/electronic defibrillator，AED）是一种急救设备，具有便携式、易于操作、专为现场急救设计、经内置电脑分析和确定发病者是否需要予以电除颤（electric defibrillation），并于判断后自动给予电除颤的功能。
自動體外去顫器可以診斷特定的心律失常，專門為急救瀕臨猝死心律，如：无脉性VT及VF）病患；其有许多异名与俗称：自動體外電擊器、自動電擊器、自動去顫器、心臟去顫器、傻瓜電擊器等等。
自动体外除颤器大多附带简单的录音和影片指令，对于外行人士使用方法较为简便。许多急救、认定急救和心肺复苏术课程中都会教授自动体外除颤器的使用方法。
20世纪60年代中期，北爱尔兰的弗兰克·潘特里奇发明了便携式的自动体外除颤器。

## 適應症
自動體外去顫器，於傷者脈搏停止時使用。然而它並不會對無心律，即心電圖呈水平直線的傷者作出電擊。
簡而言之，使用去顫器並非讓傷患者恢復心跳，那是許多電視節目的誤導，而是使正在處於顫抖或是不正常跳動的心臟經由電流刺激而歸零停止，並於電擊完後立刻配合CPR以使不正常心跳的情況恢復正常。
AED電擊完需要立刻持續進行CPR心肺復甦術，直至救護人員到達現場改由救護人員急救，或是病患恢復正常的心跳脈搏。
基本上AED在電擊前會讀取心律跳動，如果符合適用規範會發出建議電擊的語音或燈號，如此才能執行電擊。如果心跳已停止跳動的情況下，AED則會發出不建議電擊的語音或燈號，也無法強制電擊。在此情況就只能靠體外心臟按摩術執行按壓，幫助心臟跳動達到血液的供給。
自動體外去顫器是針對以下兩種病患而設計的：
- 心室纖維性顫動[1]
- 沒有脈搏的心室頻脈

這兩種病患和無心率一樣不會有脈搏，在這兩種心率不整時，心臟雖有搏動但卻無法有效將血液送至全身，因此須緊急以電擊矯正。在心室顫動時，心臟的電氣活動處於混亂的狀態，心室無法有效如幫浦般打出血液。在心室頻脈時，心臟則是因為跳太快而無法有效打出充足的血液，通常心室頻脈最終會變成心室顫動。若不矯正，这些心脏症状（心室心搏过速、心室颤动、心搏停止）一旦发生心脏骤停，就会迅速导致不可逆的脑损伤和死亡。在心脏停搏大约3至5分钟后，可能会发生不可逆的脑组织或其他器官损伤。心脏骤停的病人如果没有得到成功的治疗（除颤），在最初的3分钟内，存活几率每分钟下降7% ，随着时间的推移，超过3分钟后每分钟下降10% 。
不同於一般專為醫療人員設計的專業心臟電擊器，除了以上所提的兩種情形外，它無法診斷其他各式各樣的心率不整也無法提供治療，而且它無法對心搏過慢提供體外心率調節的功能。

## 配備

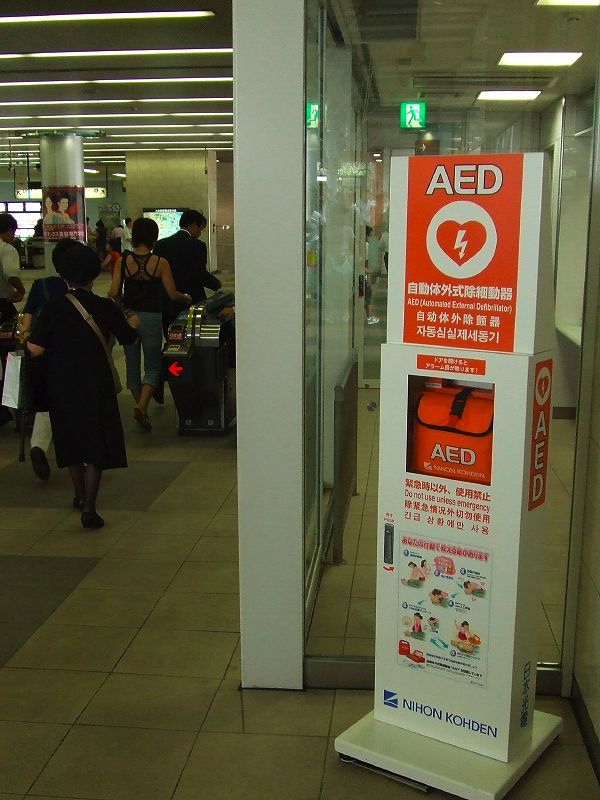
日本車站中設置的自動體外去顫器，去顫器上標示有日文、英文、簡體中文及韓文的使用說明。

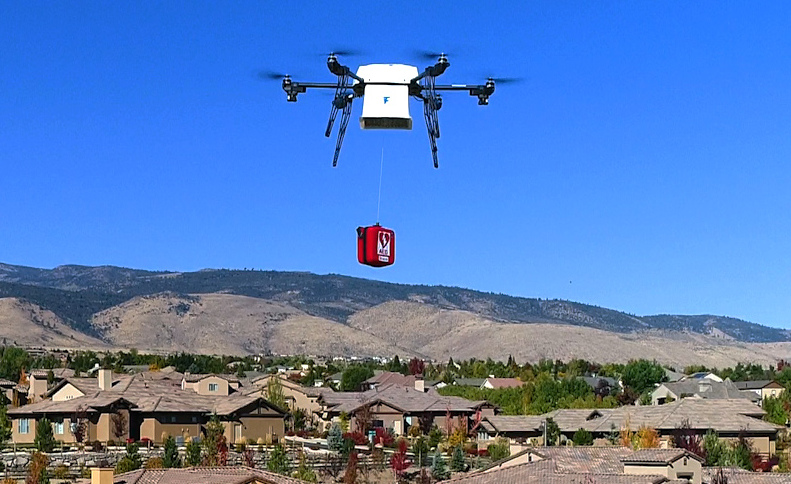
送貨無人機正在把一套自動體外去顫器空降到美國的一處鄉郊小鎮

自動去顫器通常配置於有大量人群集結的地方，如購物中心、機場、飞机内、轨道交通車站、巴士（特别是长途巴士）、飯店、體育館、學校等處及緊急醫療服務。

國際通用AED標誌

为了使它们容易被发现，公共场所的自动体外心脏除颤器通常颜色鲜艳，安装在建筑物入口附近的保护罩内。有些保护罩被打开或里面的自动体外心脏除颤器被移除时，会发出蜂鸣报警音，用来提醒附近的工作人员附近有人使用AED装置；受过自动体外心脏除颤器操作训练的工作人员会在使用或搬运除颤器时拨打急救电话叫救护车。2008年9月，国际复苏联合委员会发布了一个通用的 AED 标志，全世界都将采用这个标志来表示公共场所布置的自动体外心脏除颤器，如图所示。
自动体外除颤器包装内一般配置有臉罩，可以方便施救者對病患隔著臉罩對病患進行人工呼吸而無傳染病或衛生之疑慮。另外多有配置橡膠手套、剪刀、毛巾及剃刀等急救工具。
在亞洲，自动体外除颤器在人口稠密的地區布置密度较大。
在香港，醫院、警署（包括衝鋒隊衝鋒車上）、救護站、港鐵站及大型商場都有配備自動體外去顫器；港鐵其中84個車站及城際客運的九廣通列車上，已設有共237部自動體外去顫器。自2011年起，所有香港康樂及文化事務署轄下的場地均陸續設置自動心臟去顫器。
在台灣，早期AED装置僅見於機場、高鐵車站、消防局救護隊和軍中衛生隊，部份航空公司的客機則全面裝設；2013年4月起，台北市內的台北捷運所有車站、戶政事務所、學校等公共場所都將裝設此配備。2013年6月13日起，高雄捷運於紅橘線車站開始裝設。
在上海，截止至2017年7月，上海市全市公共场所共配备此设备超千台，主要分布在部分地铁站、机场、大型购物中心（如东方商厦等）、旅游景点（如豫园、大世界、田子坊、共青森林公园等）、地标性建筑（如东方明珠、上海环球金融中心、上海中心等）。
在日本，由于2002年高圆宫宪仁亲王因室颤猝死，日本厚生劳动省和日本消防厅以及民众对AED的设置给予了重视。现在在日本的人流密度较大的车站及机场、商店、体育馆、政府机关、大学等场所都设置有AED。

## 運作方式

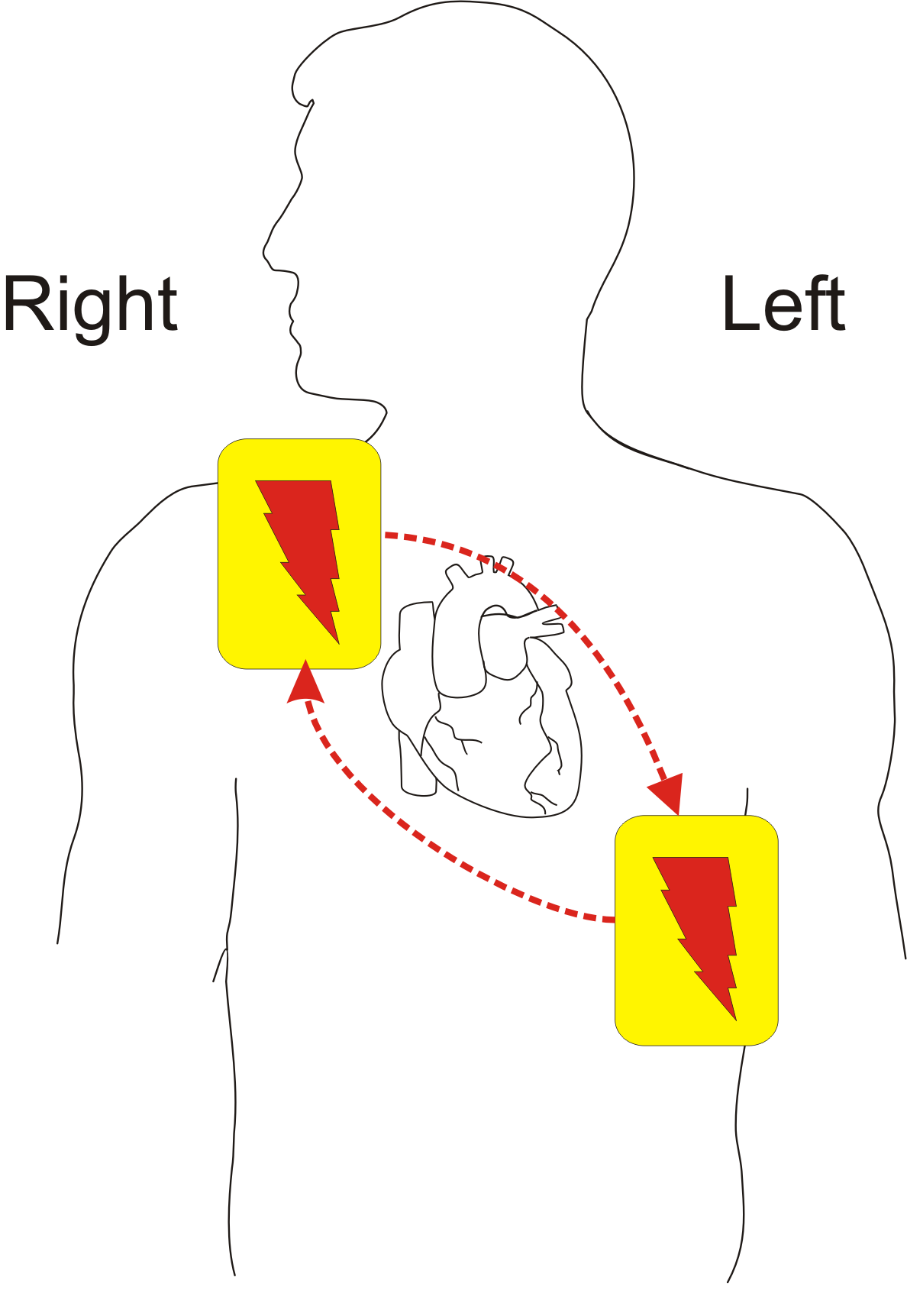
电极貼片安装位置

自动体外除颤器是“自动运行的”，因为它能够自动分析病人的状况。为了实现这一点，绝大多数AED装置都自带口语提示，有些设备还可能带有指示用户的视觉显示帮助。
名稱上之所以有「體外」一詞，是因為機器的電導極是接在病患的胸部外，有別於心律調節器的電極；後者須經開刀手術直接連在心臟內。
当打开包装或开机时，自动体外除颤器将指示用户连接电极（垫）片到患者身上。一旦电极片被接上，救助者应避免接触病人，以免造成心率分析读数误差。这种电极片可以让 AED 检查心脏的电流输出，并确定病人是否处于心室颤动或室性心动过速状态。如果设备判定有必要进行电击除颤，它将使用电池给内部的电容器充电，为电击做准备。该设备系统不仅更加安全——仅在需要的时候充电，而且还可以更快地传送电流。
当充电时，自动体外除颤器会指示使用者确保没有人触摸患者，然后指示其按下开始电击按钮；救助者通常需要疏散过往人群，以避免对患者周围的人造成电击伤害（协助者或旁观者可能会误触到正在接受电击的患者）。根据设备制造商和型号的不同，大多数设备会在电击后再次对患者进行分析，要么指示进行心肺复苏术，要么准备进行下一次电击。
许多自动体外除颤器都有一个“日志系统”来存储病人的心电图，以及该设备被激活的时间、电击的次数和强度等详细信息。一些设备还具备录音功能，监测救助者采取的行动，以确定这些行动是否对患者生命有任何影响。所有这些记录的数据可以下载到计算机或打印出来，以便负责机构能够看到心肺复苏术和除颤的有效性。一些自动体外心脏除颤器甚至对救援人员实施的心肺复苏按压的品質提供反馈。

## 機型
目前市面上有兩種去顫器的主要型式：“半自動”和“全自動”兩種。半自動的機型會提醒操作者避免碰觸病患，待操作者按下電擊鈕才作電擊。全自動的機型則會發出警告聲提醒施救者站開一點後，隨即自動對心臟發動電擊。
又可依其電流分為兩種：「單相波型」及「雙相波型」。舊的機型使用的是單相波型電流，它的電流比較強，含高達360-400焦耳的能量，可能造成心臟損傷和病患胸部皮膚黏貼電極片部位二級至三級的燒傷。2003年後的機型採用了雙相波電流，只給予120-200焦耳的能量、但每次同時電擊二次（於胸前及肋緣背導極貼片），目前已獲醫學界證明同樣有效而且可以減輕併發症。

## 使用
與醫院中正規電擊器不同的是，自動體外去顫器只需要短期的教學即可會使用。機器本身會自動判讀心電圖然後決定是否需要電擊。全自動的機型甚至只要求施救者替病患貼上電擊貼片後，它即可自己判斷並產生電擊。半自動機型則會提醒施救者去按下電擊鈕。在大部份的場合施救者即使誤按了電擊鈕，機器也不會作出電擊，有些機型更可使用在兒童身上（低於25公斤或小於8歲），但一般必須選擇兒童專用的電極貼片。美國心臟醫學會更建議即使沒有兒童專用貼片仍可以使用成人貼片取代；目前沒有證據顯示大人用的貼片電極會造成更嚴重的損害。

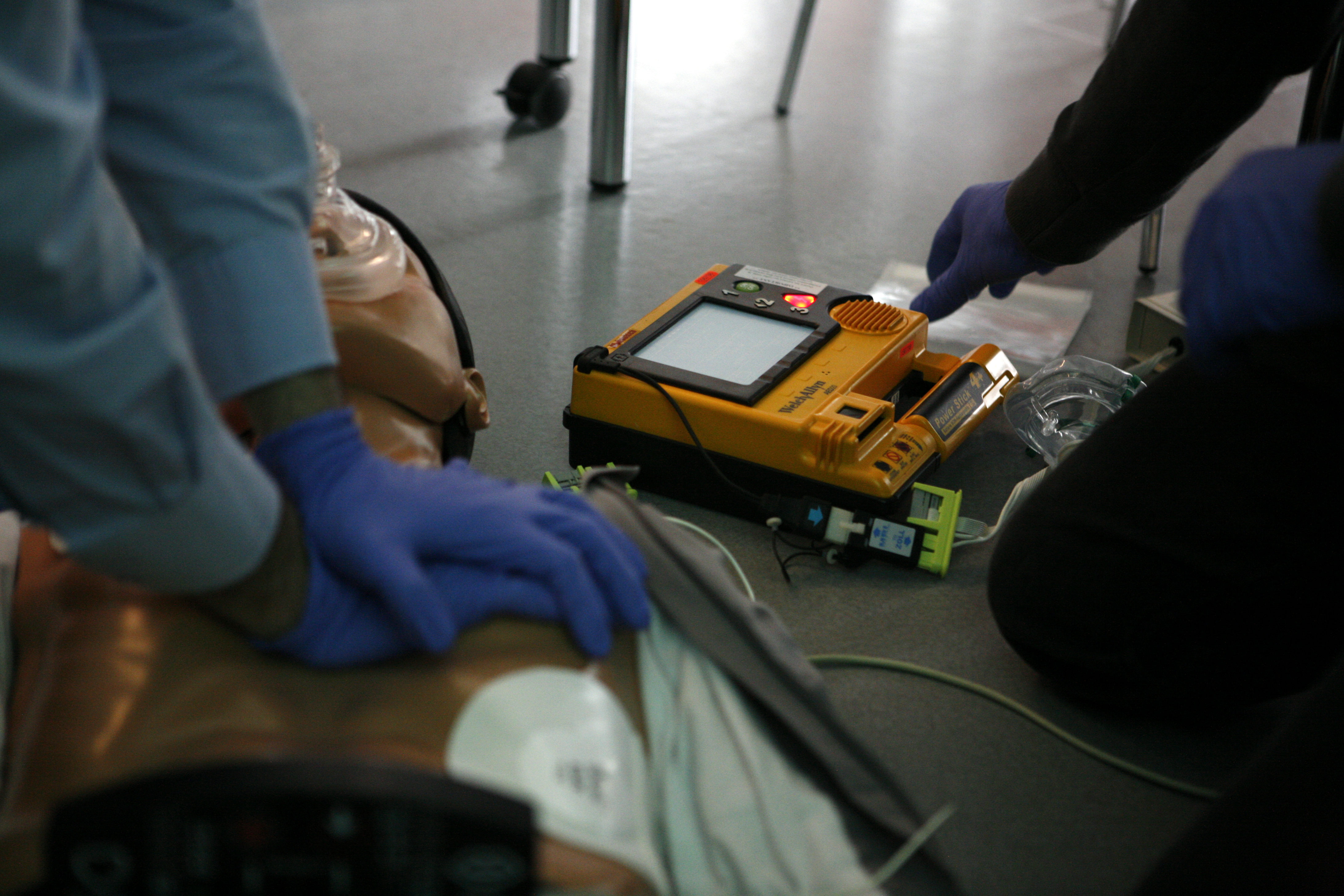
CPR搭配AED

在美國的自動體外去顫器皆採用機器合成聲對施救者下指令。但因為施救者有可能是聽障、重聽患者或是聽不懂英語，很多機型目前同時都附有螢幕提供訊息及圖示以提醒施救者。大部份的機型都是針對非醫療工作人員所設計的。自動體外去顫器是繼心肺復甦術後，使心臟急救可以推廣至大眾的重要發明。

## 責任與義務
依照部分国家和地区的緊急救護法規，只要使用者是基於良知施救（如：好撒瑪利亞人法），即使最後病患未能救回，亦毋須承擔任何法律責任。

### 美国
目前在美國大部份的醫療專業人員都認同因為它簡單易用，所以任何人應該都可以操作自動體外去顫器。美国大多数州都允许任何一个处于好撒玛利亚人法下的人“善意”地使用自动除颤器。好撒马利亚人法规定的“善意施救”意味着，如果伤害或死亡不是故意造成的，而且施救者接受过培训且本着善意行事，若因提供不适当或不充分的照料而使受助者伤害或死亡，志愿施救者不用承担民事责任。在美国，好撒马利亚人法为受过训练和未经训练的应急人员使用自动体外心脏除颤器提供了一些保护。如果正确使用，自动体外心脏除颤器几乎不会产生任何不利影响，许多州立紧急医疗技术员培训课程和许多心肺复苏课程都提供自动体外心脏除颤器的教程或纳入其项目的一部分。

### 中国大陆

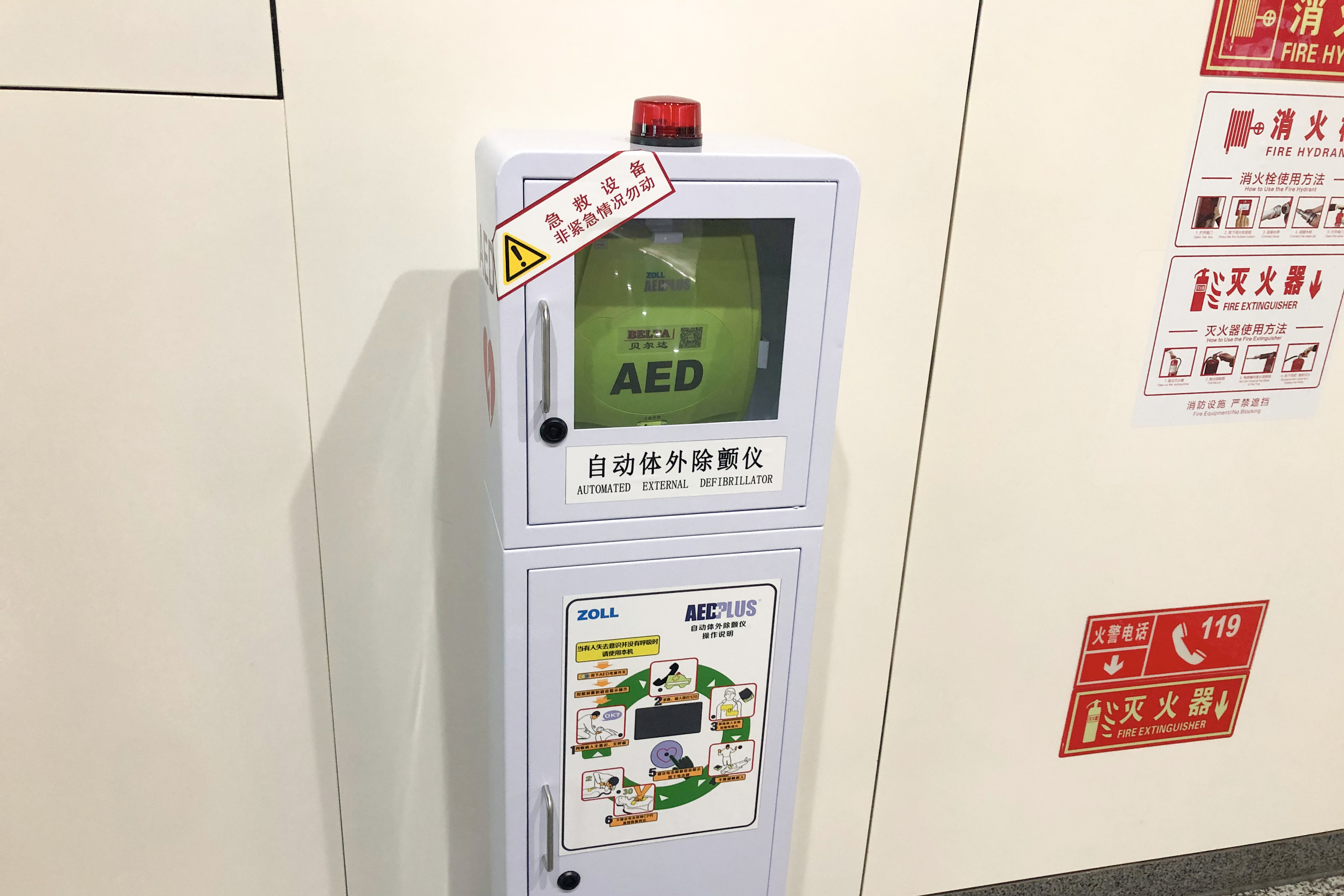
京港地铁运营的北京地铁16号线西苑站曾于2020年10月在站台上增设AED，但数日后拆除，2021年5月重新安装；京港地铁已于2021年5月27日完成其所辖78座车站的AED配置工作

在中国大陆，《中华人民共和国民法典》第一百八十四条规定，“因自愿实施紧急救助行为造成受助人损害的，救助人不承担民事责任。”然而目前中国大陆的AED设施配备并不普及，公众对AED的使用熟练程度与先进国家相仍存在较大差距。2019年10月16日，中国卫生健康委回答网民关于“加快在公共场所配备AED（自动体外除颤器）”的留言，表示已开展AED管理应用，以及加强急救知识和技能的普及培训。下一步，国家卫生健康委将积极推动健康中国行动落实，与中国红十字会总会等部门进一步加强合作，协调有关部门，共同加大AED配置投入，开展AED和心肺复苏的普及性培训，科学规范指导AED布设使用，积极推动AED普及，营造公众参与急救的社会氛围。
2020年1月1日，北京市人大代表孟令悦表示，希望能够将心肺复苏，包括 AED（自动体外除颤器）的使用方式纳入到义务教育体系中，让学生们强制学习。他还表示，警察、消防员、保洁员、保安等也应该学习心肺复苏和AED使用，这能够第一时间挽救许多人的性命。然而该年9月25日，北京地铁13号线霍营站发生乘客猝死事件，再次引发对北京地铁不配备AED的质疑。2020年10月27日，北京市启动轨道交通车站配置自动体外除颤器工作。2021年5月24日，北京地铁9号线北京西站发生乘客心脏骤停晕倒事件，车站工作人员使用站内AED与医护人员成功救助该名乘客，这也是北京地铁系统内首次使用AED成功救助乘客的案例。京港地铁已于2021年5月27日完成所辖78座车站的AED配置工作。2022年底，北京市所有轨道交通车站将实现AED设备全覆盖。目前，中国规模最大的几个城市地铁系统，除成都地铁以外，上海地铁、广州地铁、深圳地铁均已经配备AED。

### 香港
在香港，聖約翰救傷會和香港紅十字會都有訓練課程，可供一般民眾取得三年限期的證照。

### 台湾

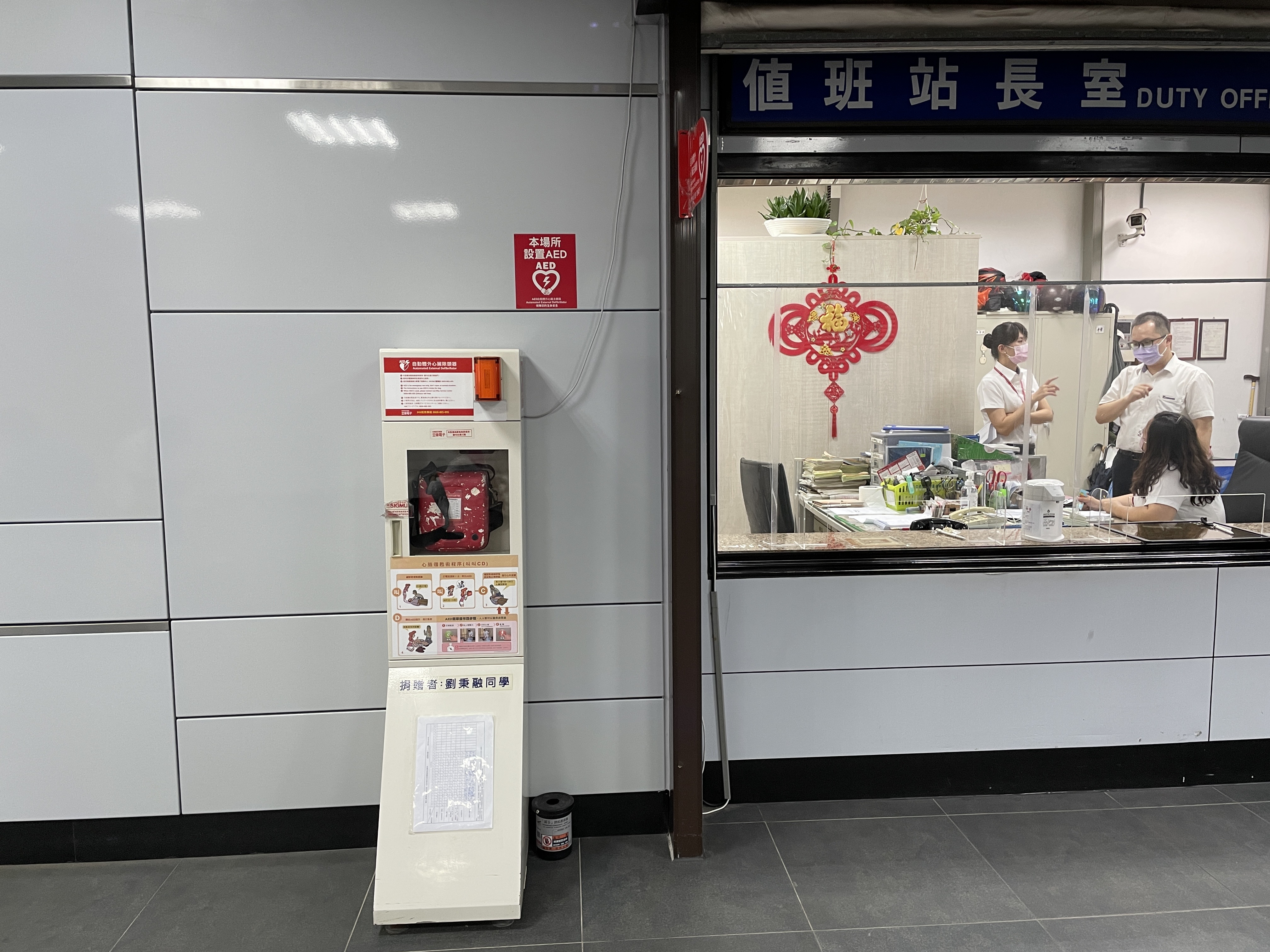
安裝在台北車站一樓西側，值班站長室旁的AED。

行政院衛生署於2008年1月17日召開「急救教育訓練推廣」研商會議，決定推廣全國民眾心肺复苏跟AED的訓練，初期以大型場所且人口眾多的地點（如：車站、機場、捷運站、法院…等）及偏遠之觀光旅遊地區，為首要推廣設置之場所，正式開放一般民眾可以使用AED於緊急急救上（民眾於事故現場使用AED施行臨時急救，係符合《醫師法》第28條第4款「臨時施行急救」之規定），建議使用AED人員能接受相關訓練（CPR+AED）。
台湾於2012年修正《緊急醫療救護法》，通過了特定的公共場所應該置放「自動體外心臟電擊去顫器」，規範的公共場所共有八大類，使用AED等緊急救護設備或施予急救措施者，適用《民法》、《刑法》緊急避難免責的規定。

## 外部連結
- 中華民國衛生福利部公共場所AED急救資訊網
- 美國紅十字會 如何簡單地拯救生命 （页面存档备份，存于）（英文）
- 美國藥物食品管理局 自動體外去顫器 （页面存档备份，存于）（英文）
- 台灣內政部消防署 自動體外去顫器 （页面存档备份，存于）
- AED-World.com 自動體外去顫器的世界（英文）
- AED台灣 （页面存档备份，存于）